# Clidemia microthyrsa
Clidemia microthyrsa là một loài thực vật có hoa trong họ Mua. Loài này được R.O. Williams mô tả khoa học đầu tiên năm 1934.